# التعليم العالي في العالم العربي

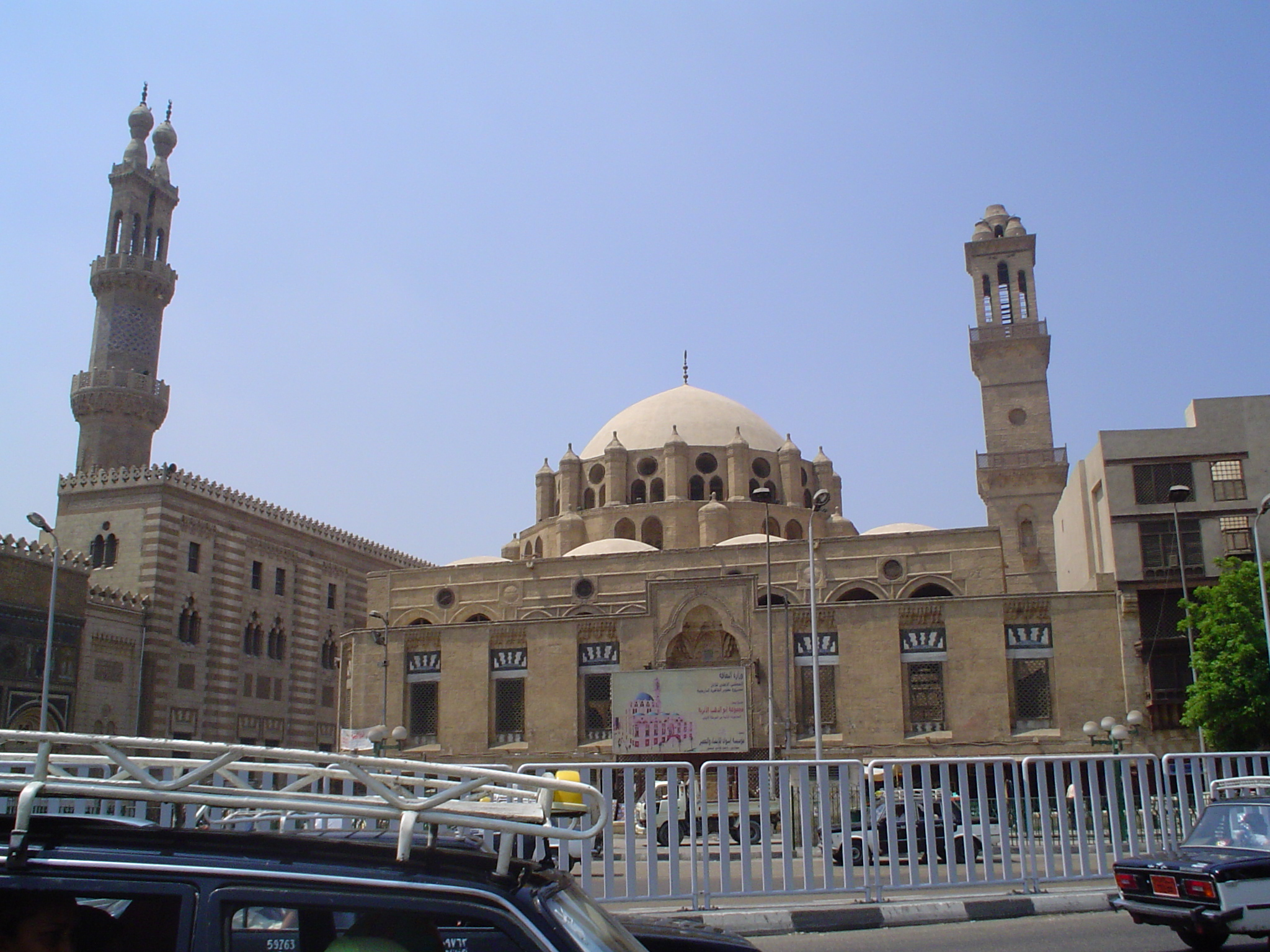
جامعة الأزهر في القاهرة.

التعليم العالي في العالم العربي هو تعليم غير إلزامي رسمي يتم الالتحاق به بعد التعليم الثانوي في اثنتين وعشرين دولة عربية.
العالم العربي هو موطن واحدة من أقدم الجامعات في العالم هي جامعة الأزهر التي تأسست في القرن العاشر الميلادي في القاهرة. تأسس الأزهر في البداية كمركز لدراسة الشريعة الإسلامية والفقه الإسلامي ويقدم الآن العديد من التخصصات الأكاديمية لكل من الطلاب والطالبات.
بصرف النظر عن الأزهر فإن التعليم العالي المعاصر في العالم العربي غالباً ما يعود إلى الجامعات الاستعمارية والإرسالية التي أنشأتها أوروبا والولايات المتحدة في أوائل القرن التاسع عشر كانت هذه المؤسسات قليلة العدد وكان الانضمام مقتصراً على أفراد الطبقة العليا الذين يعيشون في المدن الكبرى. نما التعليم العالي في المنطقة بشكل كبير وشهد العديد من التغييرات منذ بداياته في الفترة الاستعمارية وخاصة منذ منتصف القرن العشرين. على الرغم من وجود اختلافات كبيرة بين قطاعات التعليم العالي في كل بلد من بلدان العالم العربي بما في ذلك محاولات زيادة فرص الوصول والمساواة بين الجنسين. على الرغم من التغييرات المهمة لا تزال الجامعات العربية تتلقى تقييمات سيئة نسبيًا من أنظمة تصنيف الجامعات العالمية الكبرى.

## التاريخ المعاصر

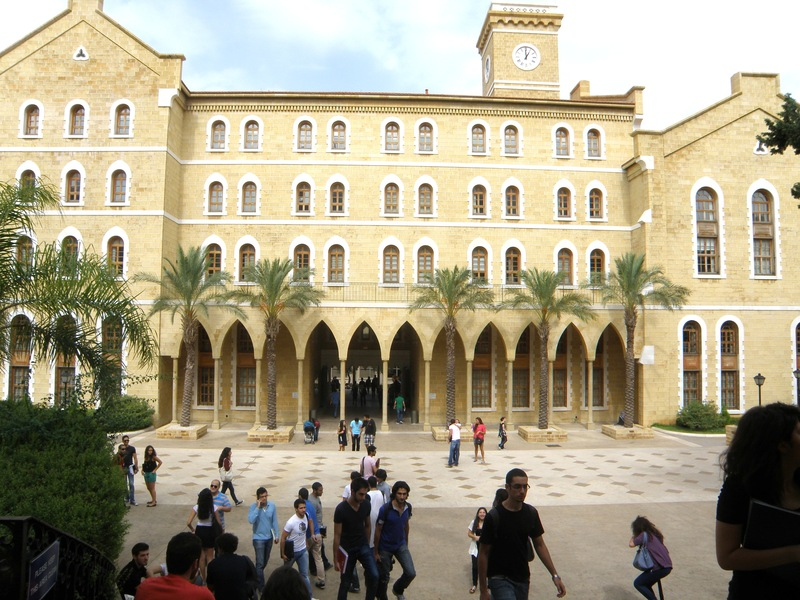
طلاب الجامعة الأمريكية في بيروت في الحرم الجامعي.

حتى منتصف القرن العشرين كانت هناك عشر جامعات في المنطقة بما في ذلك الجامعة الأمريكية في بيروت (التي كانت تسمى آنذاك بالكلية البروتستانتية السورية)، وجامعة القديس يوسف في بيروت، وجامعة القاهرة (التي كانت تسمى فيما بعد الجامعة المصرية) والجامعة الجزائرية وجامعة دمشق (ثم سميت الجامعة السورية). مع تراجع الاستعمار الأوروبي الرسمي واستقلال الدول العربية بعد الحرب العالمية الثانية، تضاعفت بسرعة مؤسسات التعليم العالي وتسجيل الطلاب. في حين أن مؤسسات ما قبل الاستقلال كانت في المقام الأول مؤسسات خاصة وأجنبية، إلا أن جامعات ما بعد الاستقلال كانت مؤسسات حكومية إلى حد كبير. خلال هذه الفترة تم وضع تسلسل هرمي واضح بين التخصصات الأكاديمية. تم قبول الطلاب الحاصلين على درجات أعلى في المدارس الثانوية في كليات العلوم في حين تم وضع الطلاب «الأضعف» في العلوم الاجتماعية والإنسانية والدراسات الإسلامية.
أدى عدم الاستقرار والعولمة والركود الاقتصادي العام في العديد من الدول العربية إلى اتجاهات إصلاحية جديدة في التعليم العالي بدأت في الثمانينيات وحتى اليوم. تناقش الحركات الإصلاحية المختلفة بين مختلف أصحاب المصلحة (الحكومات والمؤسسات المحلية والأجنبية والطلاب والمواطنين) وتتخذ خصائص مختلفة في كل دولة عربية. تشمل هذه الإصلاحات والاتجاهات غير الناجحة دائمًا زيادة الخصخصة وتدعو إلى زيادة فرص الوصول إلى التعليم الجامعى وتحسين قدرة الجامعات على تلبية مطالب المجتمع ومطابقة النتائج التعليمية مع احتياجات سوق العمل والتفاوض على سوق تعليم عالمي تنافسي.
كان هناك نمو هائل في التعليم العالي في العالم العربي منذ السنوات الأخيرة من القرن العشرين. قفز عدد الطلاب المقيدين من حوالي 3 ملايين طالب في 1998/1999 إلى حوالي 7.5 مليون طالب في 2007/2008، بينما زاد عدد الجامعات ثلاثة أضعاف تقريبًا في نفس الفترة الزمنية. يتجه التعليم العالي في المنطقة أيضًا نحو زيادة الخصخصة، رغم وجود اختلافات كبيرة بين البلدان؛ تضم البحرين ولبنان وعمان وفلسطين والإمارات العربية المتحدة أعلى نسبة مئوية من الطلاب المسجلين في الجامعات الخاصة (أكثر من 50 في المائة) في حين أن العراق وليبيا والمغرب والسودان لديها أدنى نسبة من التسجيل في الجامعات الخاصة (20 في المائة أو أقل)).
في الجامعات اليوم يتم تدريس الدراسات الإسلامية والعلوم الاجتماعية والعلوم الإنسانية عادة باللغة العربية بينما يتم تدريس العلوم والتكنولوجيا والطب بالإنجليزية أو الفرنسية. يتم التدريس باللغة العربية بشكل شبه حصري باللغة العربية الفصحى الحديثة على عكس اللهجات العامية المختلفة. اقترحت بعض الدول وبدرجات مختلفة سياسات لزيادة كمية التعليم باللغة العربية. وما يسمى بـ «تعريب» التعليم العالي هي قضية متنازع عليها بشكل كبير وتغمرها مجموعة متنوعة من المناقشات السياسية والثقافية في مختلف البلدان العربية.

## العولمة أو الوافدين الاجانب
مع تزايد ترابط العالم تم تعريف التعليم من قبل الكثيرين باعتباره الوسيلة الأساسية لإعداد المواطنين للمنافسة في اقتصاد عالمي «قائم على المعرفة». في التعليم العالي تتجلى العولمة والاتصال المتزايد في مجموعة متنوعة من الاتجاهات مثل عدد متزايد من الطلاب الذين يتلقون شهادات من جامعات خارج بلدهم الأصلي  العدد المتزايد من الطلاب وخاصة من الولايات المتحدة الذين يشاركون في برامج «الدراسة في الخارج»  وظهور فروع للجامعات الدولية ووجود أعضاء هيئات التدريس الدولية ونظم تصنيف التعليم العالي العالمية. أدت استراتيجيات العولمة في جميع أنحاء العالم إلى تجانس قطاع التعليم العالي بشكل متزايد حيث تسعى الحكومات والمؤسسات إلى تلبية المعايير العالمية. علاوة على ذلك جادل بعض العلماء بأن العولمة المتزايدة أدت بالفعل إلى شكل معاصر من الإمبريالية حيث تفرض الدول المهيمنة الأعراف والخطابات الاقتصادية والثقافية على الدول الأضعف.
في السنوات الأخيرة ناقشت الدول الأعضاء في منظمة التجارة العالمية تطبيق اتفاقية التجارة الحرة (GATS) في مجال التعليم العالي. تؤثر سياسة التجارة الحرة هذه على حالة مقدمي الخدمات التعليمية من غير المواطنين بما في ذلك الاعتراف بالدرجات المكتسبة من هذه المؤسسات ولها تأثيرات على الوصول إلى التعليم ونوعية التعليم والتنمية الاقتصادية وجودتهما. يتردد الأعضاء العرب في منظمة التجارة العالمية في التفاوض بشأن الاتفاقيات التجارية المتعلقة بالاتفاق العام بشأن التجارة في الخدمات والتجارة الحرة للخدمات التعليمية (رغم أن العديد من الدول العربية تسمح للمؤسسات الأجنبية بالعمل داخل حدودها). من بين المخاوف التي يشاركها معارضو التجارة الحرة في التعليم إمكانية أن تقوم الجامعات الدولية بتهميش أو القضاء على الجامعات الوطنية التي لا يمكنها المنافسة مالياً مع المؤسسات العابرة للحدود الوطنية وأن صعود المؤسسات غير الوطنية سيؤدي إلى تآكل الجوانب الثقافية المحلية للتعليم وأن البيئة التعليمية للتجارة الحرة من شأنها أن تقلل من الوصول إلى التعليم العالي وتصبح «نظام نخبوي». وفي الوقت نفسه يجادل مؤيدو اتفاقية التجارة الحرة بأن سياسة التجارة الحرة ستؤدي إلى زيادة الكفاءة وتحسين البرامج التعليمية وتخفيض تكاليف الطلاب.

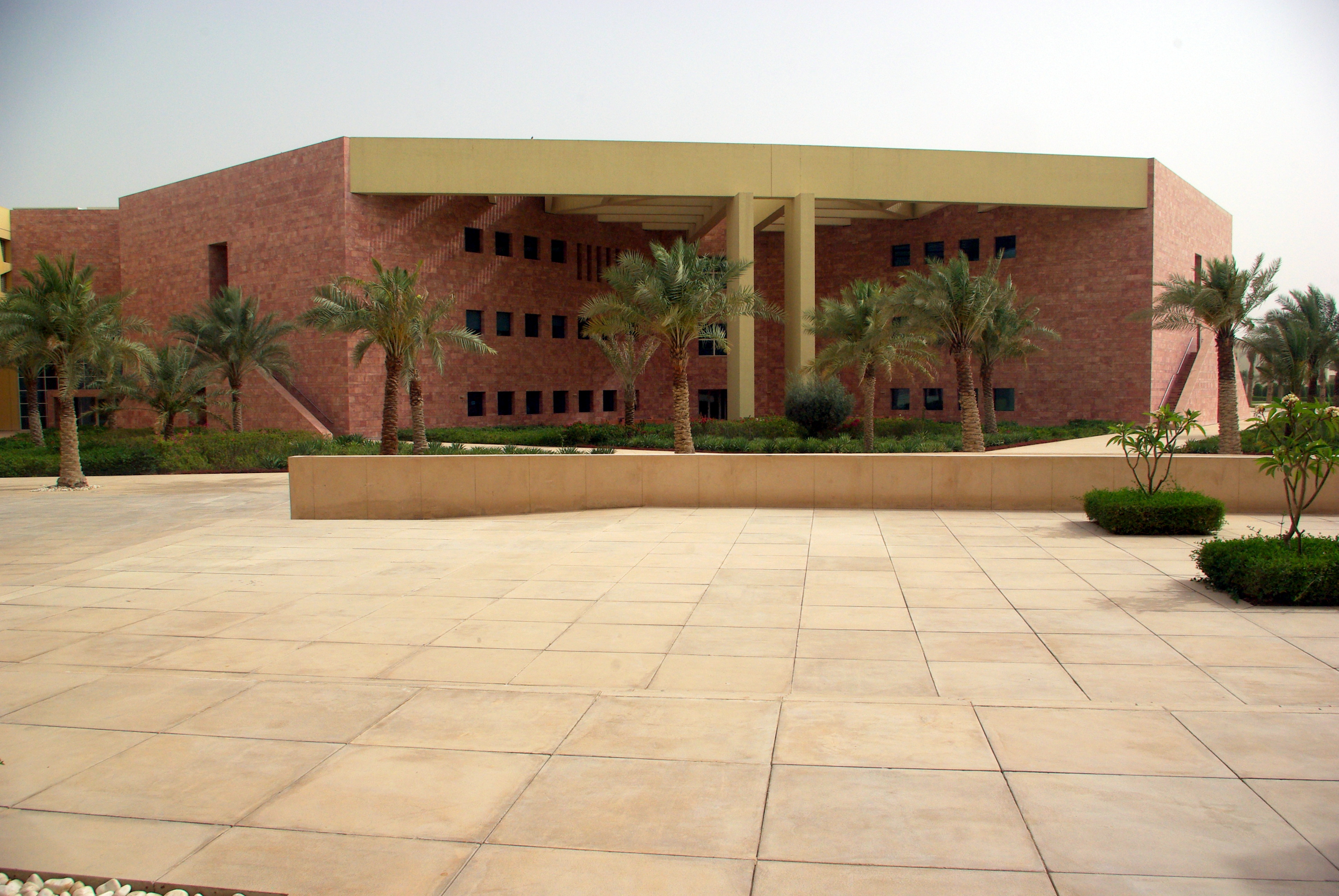
مبنى في حرم المدينة التعليمية في الدوحة، قطر.

تبنت الدول العربية في الخليج العربي - البحرين والكويت وعمان وقطر والمملكة العربية السعودية والإمارات العربية المتحدة - نموذج «التعليم الغربي» الغربي ربما أكثر من أي دولة عربية أخرى. في بلدان مثل قطر والإمارات العربية المتحدة، ينعكس هذا باحتضان في عدد كبير من فروع الجامعات الأجنبية وخاصة في المدينة التعليمية في قطر ومدينة دبي الأكاديمية. يوجد ما يقرب من ثلث فروع الجامعات الدولية في العالم العربي مع الغالبية العظمى في منطقة الخليج العربي - وخاصة في قطر والإمارات العربية المتحدة. أحد أسباب نمو فروع الجامعات الأجنبية هو رغبة القادة العرب وقدرتهم على استثمار مبالغ مالية كبيرة في المشاريع التعليمية. حدد الباحثون تفسيرات مهمة أخرى لهذا الاتجاه مثل الحاجة إلى تزويد الشباب العربي بخيارات تعليمية من شأنها إعدادهم للنجاح في اقتصاد عالمي قائم على المعرفة. الكويت لديها خيارات محدودة لاختيار المعاهد التي تديرها الحكومة ولكن مجموعة واسعة من الجامعات الخاصة. هذه الجامعات الخاصة في الكويت بها حرم جامعي رائع وبنية تحتية ومرافق حديثة. كلها تنمو بسرعة وتعود ملكيتهم لبيوت الأعمال ويركزون على الطلاب المحليين وينتمون للجامعات الغربية بطريقة ما. ومع ذلك فإنها تفشل في التفدم في الترتيب العالمي. مجلس الجامعات الخاصة (PUC) هو هيئة حكومية تسيطر على الجامعات الخاصة في الكويت. الجامعات في البحرين غير قادرة على الوصول إلى أفضل الأماكن في العالم العربي. يستخدم القادة السياسيون في الدول العربية في الخليج العربي فروع الجامعات الغربية المتخصصة للتنافس مع المؤسسات المحلية وسد الثغرات في برامجهم التعليمية. وعلى الرغم من أن دول الخليج العربي ترسل بشكل متزايد مواطنيها إلى الخارج للدراسة فقد وفرت فروع الجامعات خيارات أكثر للطلاب الذين لا يستطيعون لأسباب متنوعة الذهاب إلى الخارج للدراسة.
تسلط منظمة كاسيدي التعليمية الضوء على العديد من المجالات التي يجب على مؤسسات التعليم العالي العربية معالجتها من أجل تدريب الطلاب بفعالية في العصر الحديث العابر للحدود بما في ذلك القدرة على الاستفادة الفعالة من التقنيات الجديدة والقدرة والرغبة في التعاون على نطاق عالمي والمرونة في التكيف ظروف متغيرة. دفع بعض الباحثين إلى أبعد من ذلك متسائلين عما إذا كان على الجامعات في جميع أنحاء العالم تطوير معايير ومقاييس عالمية. يجادل بعض المعلمين بأن التقييس سيساعد الجامعات على تطوير «خارطة طريق» تعليمية، بينما يرى آخرون أن التنويع يمثل قوة كبيرة للتعليم العالي وحتى يشك في إمكانية تطوير مثل هذه المعايير العالمية وفي الوقت نفسه يؤكد خبراء التعليم الآخرين أن أنظمة التصنيف العالمية بدأت بالفعل في شغل دور التصنيف العالمي.

## المساواة بين الجنسين في التعليم العالي
تختلف المساواة بين الجنسين في التعليم العالي من بلد إلى آخر وقد تغيرت بمرور الوقت. في دراسة لسبع دول عربية (الأردن، لبنان، المغرب، قطر، المملكة العربية السعودية، تونس، الإمارات العربية المتحدة) وجد الباحثون أن كل من الرجال والنساء يشكلون حوالي 50 بالمائة من اجمالى المتحقين بالتعليم العالي. ومع ذلك هناك اختلافات كبيرة بين الجامعات على سبيل المثال تم تخصيص عدد قليل من الجامعات في دول الخليج العربى لجنس واحد (للذكور فقط أو للإناث فقط) وبالتالي فإن معدل التحاق الإناث يتراوح بين صفر (للذكور فقط) إلى 100 بالمائة (للإناث فقط). بعض الجامعات ولا سيما في المملكة العربية السعودية تقبل الرجال والنساء على حد سواء ولكن لديها فروع منفصلة لكل نوع من الجنسين في حين أن الجامعات الأخرى تسمح لكلا الجنسين في الحرم الجامعي نفسه ولكن تعليمهم في الفصول الدراسية منفصلة. حوالي 85 في المئة من الجامعات التي تم تحليلها في هذه الدراسة هي مختلطة تماما. حدد الباحثون المغرب ولبنان كبلدين يتمتعان بأعلى مستوى من المساواة بين الجنسين من حيث الالتحاق والتعليم المشترك.
في دراسة منفصلة تدرس البحرين ومصر والأردن والمغرب والمملكة العربية السعودية جادلت الدراسة أنه على الرغم من أعداد التسجيل الكبيرة بين النساء في الجامعات العربية وكذلك العديد من النساء العربيات اللائي يدرسن في أوروبا والولايات المتحدة. وع ذلك فقد منعت القيود الأبوية العديد من النساء من الالتحاق بمستويات عالية من التعليم إلى السلطة الاجتماعية والسياسية. ويلاحظ علماء آخرون بالمثل أن التعليم العالي لا يؤدي بالضرورة إلى مستويات أعلى من مشاركة الإناث أو نجاحهن في السياسة أو القوى العاملة.
ويشعر بعض العلماء بالقلق أيضًا من أن النساء أثناء التحاقهن بأعداد كبيرة نسبيًا في معظم أنحاء العالم العربي بسبب التمثيل الزائد في مجالات مثل الفنون والإنسانيات والتعليم والتمريض وممثلة تمثيلا ناقصا في المجالات المهنية والعلمية. في مصر على سبيل المثال تمثل النساء حوالي 72 في المائة من إجمالي المسجلين في مجالات الآداب والعلوم الإنسانية والتعليم بينما تشكل أقل من 30 في المائة من إجمالي التسجيل في الهندسة.
جادل آخرون بأنه في حين أن المساواة بين الجنسين في التعليم العالي قد تحسنت بشكل كبير في العقود الأخيرة  لا يزال الوصول العادل إلى التعليم العالي يمثل مشكلة بين الفقراء (رجالًا ونساءً) في العديد من الدول العربية.

## التصنيف العالمي
ليس للجامعات العربية سوى تمثيل ضئيل في أنظمة التصنيف الجامعي الكبرى - التصنيف الأكاديمي للجامعات العالمية (ARWU)، تصنيف الجامعات العالمية (WUR)، وتصنيف الجامعات العالمية QS.
يصدر التصنيف الأكاديمي للجامعات العالمية (ARWU) بواسطة جامعة شنغهاي جياو تونغ  ويصنف قائمة بأفضل 500 جامعة. تحتل الجامعات المرتبة من 1-500، مع 1-100 مرتبة بشكل فردي و101-200 مرتبة في مجموعات من 50 (101-150، 151-200) ويتم تصنيف الباقي في مجموعات من 100 (201-300، 301-400، 401-500). ARWU يقيس الأداء باستخدام مجموعة متنوعة من العلامات، بما في ذلك عدد الفائزين بجائزة نوبل بين الخريجين وأعضاء هيئة التدريس، وعدد الأوراق المنشورة في المجلات الأكاديمية، وعدد المراجع إلى الأوراق المنشورة من قبل أعضاء هيئة التدريس بالجامعة، والأداء الأكاديمي للفرد الواحد. الجامعة العربية الأولى في ARWU هي جامعة الملك سعود (المملكة العربية السعودية)، في رقم 151-200. أما الجامعات العربية المتبقية فهي جامعة الملك عبد العزيز (المملكة العربية السعودية، رقم 201-300)؛ جامعة الملك فهد للبترول والمعادن (المملكة العربية السعودية، رقم 301-400)؛ جامعة القاهرة (# 401-500)؛ وجامعة الملك عبد الله للعلوم والتقنية (المملكة العربية السعودية، رقم 401-500).
تم إنتاج WUR بواسطة Times Higher Education ،  والذي يستخدم 13 «مؤشر أداء» عبر خمسة مجالات عامة: التدريس، البحث، الاستشهادات، دخل الصناعة، والتوقعات الدولية. يتم تصنيف الجامعات من 1-400، مع 1-200 مرتبة بشكل فردي، 201-300 في مجموعات من 25 (201-225، 226-250، وما إلى ذلك)، و 301-400 في مجموعات من 50 (301-350، 351 -400). هناك جامعتان عربيتان فقط مصنفتان ضمن أفضل 400 جامعة في المملكة العربية السعودية، كلاهما في المملكة العربية السعودية: جامعة الملك عبد العزيز (# 351-400)، وجامعة الملك سعود (# 351-400). ومع ذلك، هناك عدد قليل من الجامعات المصنفة في «تصنيف جامعة آسيا» المنفصل: جامعة الملك فهد للبترول والمعادن (المملكة العربية السعودية، رقم 62)؛ جامعة الإمارات العربية المتحدة (# 86)؛ والجامعة الأمريكية في بيروت (رقم 87).
تستخدم تصنيفات QS ، التي أعدتها Quacquarelli Symonds ،  ستة مؤشرات لتصنيف الجامعات: السمعة الأكاديمية (وفقًا لما تحدده الدراسات الاستقصائية)، وسمعة صاحب العمل (كما هو محدد من المسوحات)، ونسبة أعضاء هيئة التدريس إلى الطلاب، والاستشهادات لكل كلية، ونسبة الطلاب الدوليين ونسبة أعضاء هيئة التدريس الدولية. يتم تصنيف الجامعات من 1-800، مع 1-399 مرتبة بشكل فردي، ومن 400 إلى 800 مرتبة في مجموعات أكبر بشكل تدريجي (يتم تصنيف أفضل 100 جامعة على أنها 700+). تأتي الجامعة العربية الأولى في المملكة العربية السعودية مرة أخرى: جامعة الملك فهد للبترول والمعادن (رقم 216). تشمل تصنيفات QS أكبر عدد من الجامعات العربية المصنفة، ويرجع ذلك في الغالب إلى أن هذا النظام يحتل عددًا أكبر من الجامعات (800) أكثر من ARWU (500) أو WUR (400). الجامعات العربية المرتبة حسب QS هي: الجامعة الأمريكية في بيروت (# 250)؛ جامعة الملك سعود (المملكة العربية السعودية، رقم 253)؛ الجامعة الأمريكية بالقاهرة (# 348)؛ جامعة الملك عبد العزيز (المملكة العربية السعودية، # 360)؛ جامعة الإمارات العربية المتحدة (# 421-430)؛ الجامعة الأمريكية في الشارقة (الإمارات العربية المتحدة، رقم 431-440)؛ جامعة الإمام محمد بن سعود الإسلامية (المملكة العربية السعودية، رقم 491-500)؛ جامعة السلطان قابوس (عمان، رقم 501-550)؛ جامعة القاهرة (# 551-600)؛ جامعة قطر (# 551-600)؛ جامعة أم القرى (المملكة العربية السعودية، # 551-600)؛ جامعة أبو ظبي (الإمارات العربية المتحدة، # 601-650)؛ جامعة عين شمس (مصر، 601-650)؛ جامعة الملك خالد (المملكة العربية السعودية، # 601-650)؛ جامعة القديس يوسف (لبنان، # 601-650)؛ جامعة الأزهر (مصر، # 651-700)؛ جامعة العلوم والتكنولوجيا الأردنية (# 651-700)؛ جامعة الإسكندرية (مصر، 700+)؛ جامعة الملك فيصل (المملكة العربية السعودية، # 700+)؛ جامعة الكويت (# 700 +)؛ جامعة بغداد (# 700+)؛ جامعة البحرين (# 700 +)؛ والجامعة الأردنية (# 701 +).
تقسم أنظمة التصنيف الرئيسية الثلاثة التصنيف العالمي إلى مناطق رئيسية في العالم وتنشر تصنيفات جامعة قطر العالمية الآن تصنيفًا إقليميًا لـ «المنطقة العربية». في محاولة للتصدي لعدم وجود منطقة مميزة في الشرق الأوسط / شمال إفريقيا. ونشر معهد التعليم الدولي تصنيف التعليم العالي في الشرق الأوسط وشمال أفريقيا في عام 2012 والذي يستعرض قطاعات التعليم العالي في الأردن ولبنان والمغرب وقطر والسعودية العربية وتونس والإمارات العربية المتحدة. تقيم الدراسة ستة أبعاد للتعليم العالي في هذه البلدان: الخصائص المؤسسية (أي العامة أو الخاصة)، تنظيم / نظام المناهج الدراسية، ملف الطالب، التوجه الثقافي (العربي، الأمريكي، الفرنسي، أو البريطاني)، المشاركة الإقليمية، والمشاركة الدولية. واجهت الدراسة العديد من العقبات في جمع البيانات، بما في ذلك الإحجام عن المشاركة من جانب الحكومات والمؤسسات، والافتقار إلى البيانات المؤسسية المركزية، وعدم الاستقرار السياسي (تم تطوير الدراسة أثناء وبعد الاحتجاجات الكبرى في عام 2011 ؛ ولهذا السبب، مصر تم استبعادها من الدراسة بالكامل).
في حين أن تصنيف الجامعات له تأثير - وغالبًا ما تستخدمه المؤسسات لتطوير سياسات مستقبلية - ومناقشته على نطاق واسع من قبل الأكاديميين،  ينتقد العديد من العلماء والمعلمين جدوى التصنيف. بشكل عام، يزعم النقاد أن التصنيفات ذات طبيعة ذاتية للغاية وأن المنهجيات خاطئة. من بين أكثر الانتقادات شيوعًا للتقييمات: أنها تعتمد اعتمادًا كبيرًا على «السمعة»، وهي علامة ذاتية تحددها المسوحات العالمية للأكاديميين والإداريين؛ أن العديد من مناطق العالم خارج الولايات المتحدة وأوروبا الغربية ممثلة تمثيلا ناقصا في الدراسات الاستقصائية؛ أن «تأثير البحث» يركز بشكل كبير على كمية المنشورات وليس الجودة؛ أن وجهات نظر الطالب وصاحب العمل غائبة بشكل ملحوظ عن منهجيات التصنيف؛ وأن الفائزين بجائزة نوبل يحصلون على كمية غير متناسبة من الوزن في المنهجيات (خاصة في تصنيفات الأكاديمي للجامعات العالمية ARWU). انضم بعض الباحثين والمربين في العالم العربي إلى نقد التصنيف العالمي، حيث شاركوا في القلق من أن التصنيفات «الموضوعية» المفترضة هي ذاتية حقًا، وتحتج أيضًا بأن التصنيفات منحازة لصالح الجامعات الغربية. أشار آخرون في العالم العربي إلى نقص الموارد المالية (خاصة خارج الدول العربية في الخليج العربي)، وصعوبات نشر البحوث في المجلات التي تصدر باللغة الإنجليزية، والقدرة المحدودة للباحثين العرب على المشاركة في المؤتمرات والتعاون الدولي كأهمية العوامل التي تفسر ضعف الجامعات العربية في التصنيف. إن كون المملكة العربية السعودية تفتخر بالجامعة العربية الأولى في كل من أنظمة التصنيف الثلاثة غالبًا ما يعزى إلى ارتفاع مستويات التمويل الحكومي للتعليم، مع التركيز على البحث في مجالات العلوم والهندسة.